# Gunnsjön, Ångermanland
Gunnsjön är en sjö i Sollefteå kommun i Ångermanland och ingår i Ångermanälvens huvudavrinningsområde. Sjön har en area på 0,103 kvadratkilometer och ligger 160 meter över havet. Sjön avvattnas av vattendraget Lillån (Gunnån).

## Delavrinningsområde
Gunnsjön ingår i det delavrinningsområde (701119-159546) som SMHI kallar för Mynnar i Högforsån. Medelhöjden är 177 meter över havet och ytan är 36,22 kvadratkilometer. Det finns inga avrinningsområden uppströms utan avrinningsområdet är högsta punkten. Lillån (Gunnån) som avvattnar avrinningsområdet har biflödesordning 3, vilket innebär att vattnet flödar genom totalt 3 vattendrag innan det når havet efter 15 kilometer. Avrinningsområdet består mestadels av skog (89 procent). Avrinningsområdet har 0,34 kvadratkilometer vattenytor vilket ger det en sjöprocent på 0,9 procent.